# Ellison Scotland Gibb
Ellison Scotland Gibb (Glasgow, 6 de marzo de 1879–1970) fue una sufragista y ajedrecista escocesa.

## Biografía
Ellison nació en 1879. Su padre fue Peter Walker Gibb, un comerciante de pescado, y su madre fue Margaret Skirving. Tuvo cinco hermanos, una de los cuales era la sufragista Margaret Skirving Gibb. Falleció en Ayr en 1970. 

## Sufragista
Fue miembro activa de la Unión Social y Política de las Mujeres. En 1910, fue nombrada secretaria honoraria de la Liga Sufragista de Actrices en Glasgow. En 1911 se negó a participar en el censo, junto con su madre y el resto de la familia.
Fue arrestada en cinco ocasiones distintas entre 1910 y 1912. Durante su encarcelamiento en la prisión de Perth, participó en una huelga de hambre.
El 30 de octubre, ella y Frances Parker rompieron una ventana e intentaron romper otra en Dundee. En noviembre de 1910, junto a otras ocho mujeres fueron arrestadas por arrojar piedras en los locales del Secretario de Estado para el Departamento del Interior. En marzo de 1912, ella y Frances Parker se sentaron junto a Winston Churchill en un tren de Stranraer a Glasgow, y le pidieron su opinión sobre los votos para las mujeres, contándole sobre los sufrimientos de las prisioneras en Holloway. Churchill describió su experiencia con Gibb como "intolerable, desagradable, una molestia, eres una mujer baja". En noviembre de 1912, fue agredida por un hombre llamado Edwin Heath Smith mientras intentaba protestar ante el primer ministro, HH Asquith en Ladybank, Cupar. En 1913, compró la licencia de la Ley del Gato y el Ratón de Sylvia Pankhurst (vendida en ayuda de los fondos de la Unión Social y Política de las Mujeres) por £ 100.

## Carrera
En 1907, ganó el torneo Ladies 'Minor en el Scottish Ladies' Championship. En 1921, se enfrentó a Blackburne cuando visitó el Glasgow Ladies 'club el 26 de octubre para una exhibición simultánea de 14 tableros. En el mismo año, fue nombrada presidenta del Glasgow Ladies 'Chess Club. Jugó en el equipo de damas de Glasgow que llegó a la final de la Copa Spens de la temporada 1922-23.